# نیکوماخوس

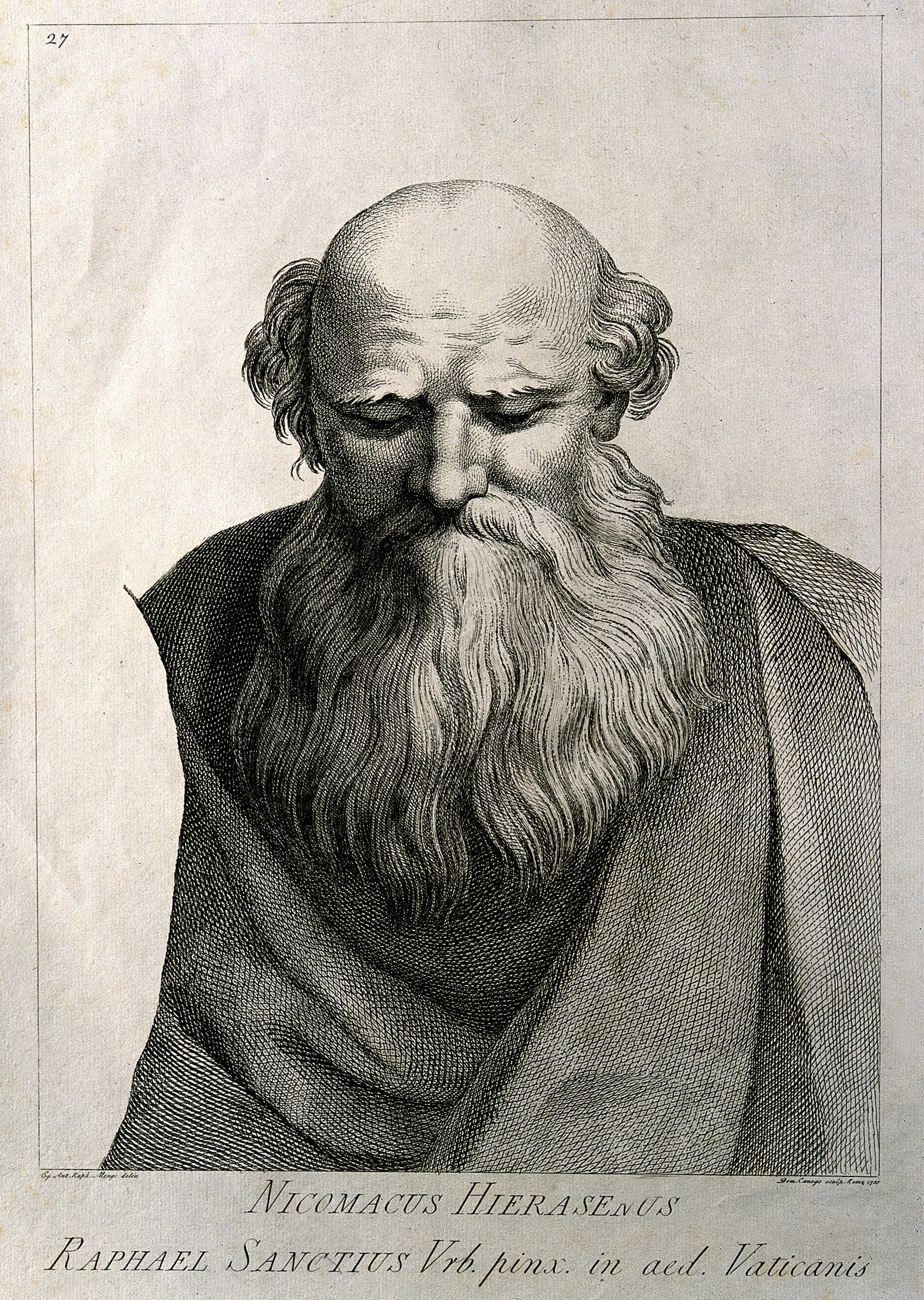
جروسینوس نیکوماخوس

نیکوماخوس (۶۰ میلادی در جرش - ۱۲۰ میلادی) ریاضی‌دان و فیلسوف فیثاغورسی دوران باستان است که به دلیل آثارش با عنوان «درآمدی بر علم حساب» و «راهنمای هارمونی» شناخته شده‌است. 
از نظریات مهم او می‌توان به سه مورد اشاره کرد. 
- او مانند افلاطون بر این باور بود که عالم مثُل پیش از عالم مادی وجود دارد.
- مثُل همان اعدادند.
- مثُل در روح الهی قرار دارد. این نظریات بر فلسفه‌های نوافلاطونی تاثیرات مهمی گذاشتند.[۱]